# レガース
レガース、レガーズまたは脛当て（すねあて）は、スポーツ競技者が用いる脛に装着する防具である。Leg Guards に由来する和製英語であり、英語ではシンガード（脛のガードの意）またはレッグガードという。
サッカー、ホッケー、アイスホッケー、スキー（スラローム競技）など、硬いボールを用いたり選手同士の激しい肉体的接触を伴う競技では、装着が義務付けられている。

## 球技
野球においては捕手が装着する。また、打者が自打球や死球による怪我を避けるために装着する場合もある。

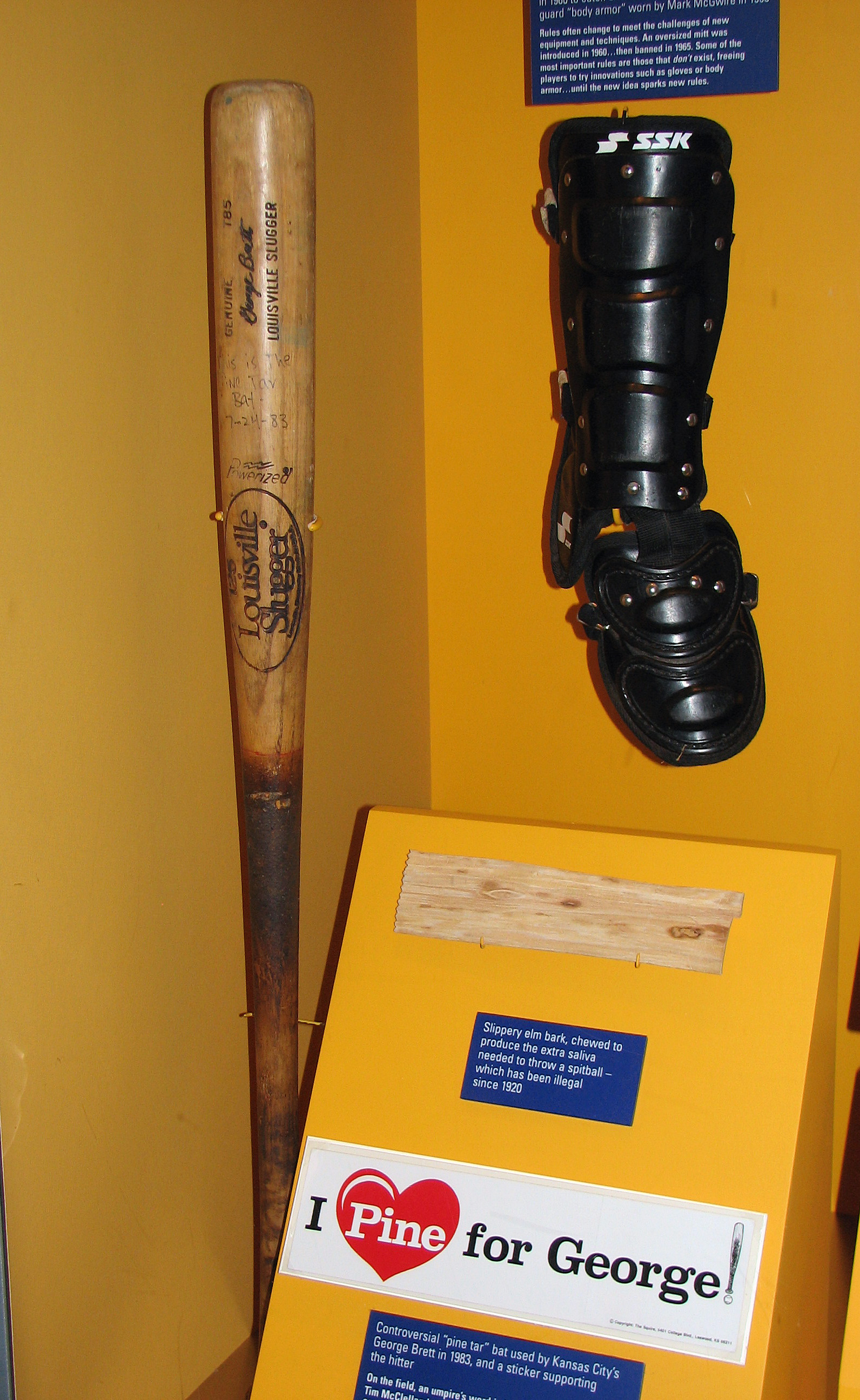
野球用
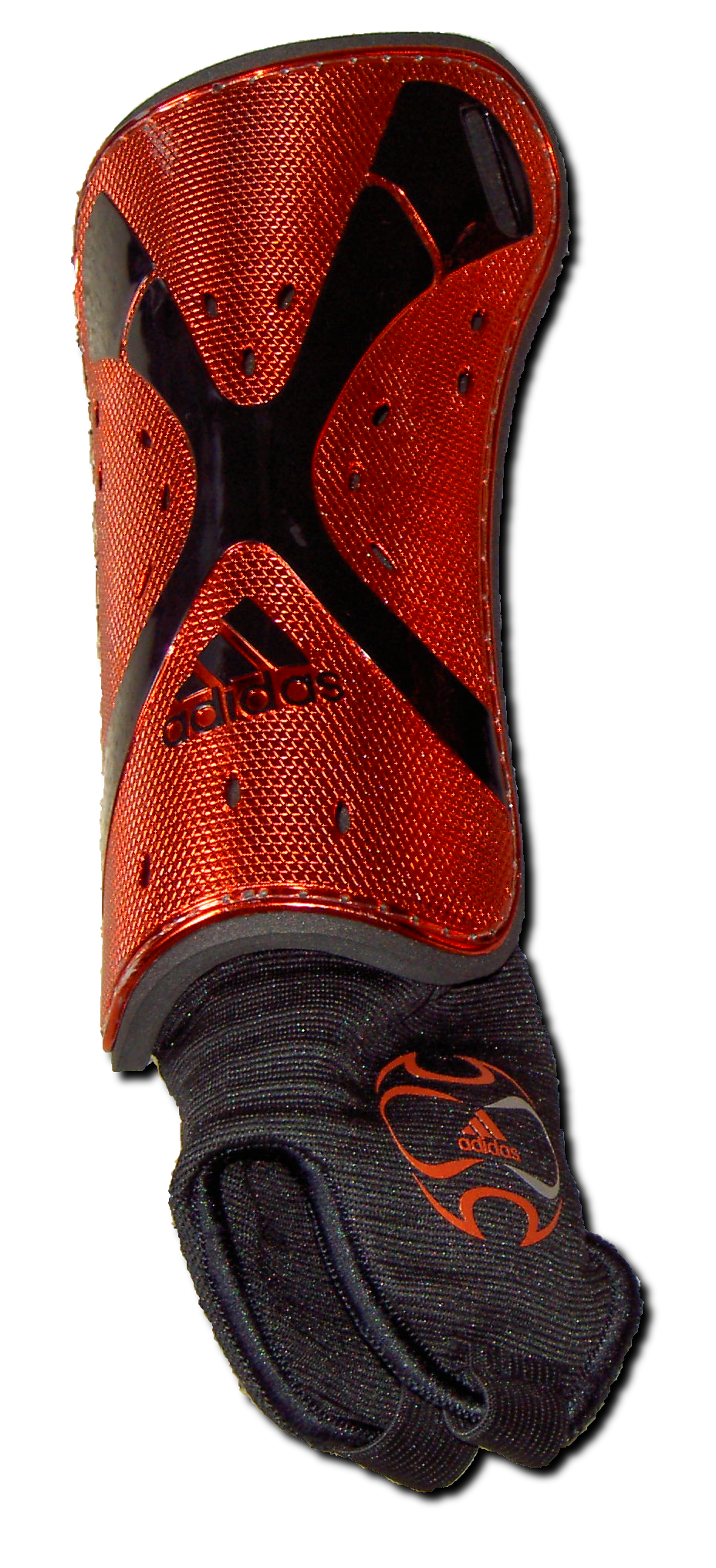
サッカー用

## スキー
スキーにおいては、アルペンレースであるスラローム競技（SL）において着用が推薦されている。これは、ポールを倒したりアタックする際に保護する目的を持っている。また、ポールによるワンピースやスキーウェアの磨耗を防ぐ役割も担っている。なお、出場大会によっては着用が義務付けられている。

## 格闘技

### キックボクシング
蹴り技を使用するキックボクシングやムエタイ、空手等の打撃系格闘技の練習や試合で使用される。アマチュアでは着用が義務、プロでは任意または着用を禁止している場合が多い。脹脛側でマジックテープ付きのストラップ二本で固定する仕様や、ジャージ素材で筒状にして脛側に緩衝材を縫いこんだ物等がある。素足やキック用の足首サポーターと合わせて着用する場合が多い。

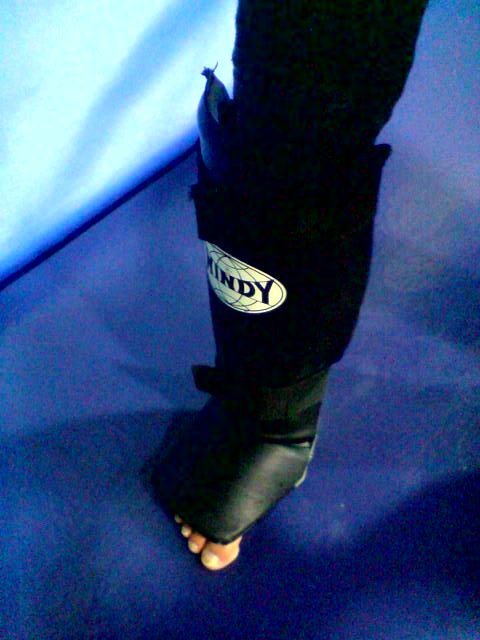
キックボクシング用

### プロレス
プロレス#服装を参照。

### シュートボクシング
シュートボクシング#レガースについてを参照。